# Обикновена жаба акушерка
Alytes obstetricans е вид жаба от семейство Кръглоезични (Alytidae). Видът е незастрашен от изчезване.

## Разпространение и местообитание
Разпространен е в Белгия, Германия, Испания, Люксембург, Нидерландия, Португалия, Франция и Швейцария. Внесен е във Великобритания.
Среща се на надморска височина от 47,3 до 60,2 m.

## Описание
Популацията на вида е намаляваща.